# Kettenkreditvertrag
Als Kettenkreditverträge oder Umschuldungskredite werden Ratenkreditverträge bezeichnet, die vor dem Auslaufen des ursprünglichen Kreditvertrages „aufgestockt“ werden. Diese Form des Kreditvertrages wird vornehmlich von Teilzahlungsbanken angeboten.

## Umschuldung von Ratenkrediten
Ratenkredite werden üblicherweise mit einer hohen Tilgung vereinbart, so dass sich Laufzeiten von wenigen Monaten bis 6 Jahren ergeben. Diese Laufzeiten korrespondieren mit der Nutzungsdauer langlebiger Konsumgüter, die mit dem Kredit angeschafft werden. Aufgrund der vom Kreditnehmer zu zahlenden Zinsen führt eine schnelle Tilgung zu einer Zinsersparnis im Vergleich zu langsam getilgten Krediten.
Besteht beim Kunden der Wunsch nach zusätzlichen Ratenkrediten, so ist jedoch die Ratenhöhe des alten und des neuen Kredites zusammen vielfach nicht mehr tragbar oder erwünscht. In diesen Fällen wird ein einziger neuer Kredit (der Umschuldungskredit) abgeschlossen. Von einem Teil der Kreditsumme erfolgt die Ablösung des bisherigen Kredites, der andere Teil steht zu zusätzlichem Konsum bereit. Vielfach werden in diesem Zusammenhang auch aufgelaufene Inanspruchnahmen auf dem Dispo mit abgelöst.
Ein Beispiel: Ein Ratenkreditkunde finanziert sein Auto mit einem Ratenkredit über 20.000 € bei einem Zins von 8 % über 6 Jahre. Hierbei ergibt sich eine Rate von ca. 370 €. Nach vier Jahren ist noch eine Restschuld von 7.800 € übrig. Nimmt der Kunde nun einen weiteren Kredit von z. B. 10.000 € (gleiche Kondition) auf, so müsste er die nächsten zwei Jahre 370 € für den ersten, und 185 € für den zweiten zahlen. Kann oder will er die Summe von 550 € nicht zahlen, kann er stattdessen einen Umschuldungskredit von 17.800 € aufnehmen und diesen in 5½ Jahren zur bisherigen Rate zurückführen.

## Kosten
In der Regel wird eine Bearbeitungsgebühr nicht nur auf den beantragten Kredit von der Bank abgerechnet, sondern auch für den bereits längst ausgereichten, für den bereits eine Bearbeitungsgebühr entrichtet wurde. Die Bearbeitungsgebühr des alten Kredites muss nicht anteilig zurückgezahlt werden. Diese „doppelt“ gezahlte Bearbeitungsgebühr wird nicht im durch die Bank anzugebenden Effektivzins gezeigt.
Ein ähnlicher, aber betragsmäßiger Effekt besteht bei Restschuldversicherungen (RSV). Hat der Kunde beim ersten Kredit eine RSV abgeschlossen, so wäre es ökonomisch sinnvoll, diese bestehen zu lassen und nur das neu entstandenen Risiko neu zu versichern.
In der Praxis erfolgt jedoch meist eine Kündigung der alten RSV und der Abschluss einer neuen über die volle neue Summe. Da der Rückkaufswert der alten RSV nach Vertragsabschluss sehr schnell abnimmt, ist dies für den Kunden ein kostspieliges Vorgehen.
Die Kosten der RSV sind nach deutschem Recht nicht in den anfänglichen effektiven Jahreszins einzurechnen, wenn der Abschluss der RSV nicht von der Bank zwingend verlangt wird. Da das Einrechnen der RSV zu einer erheblichen Erhöhung des Effektivzinses führt, ist der Abschluss dieser Versicherung formal nahezu nie Bedingung der Bank für die Darlehensvergabe, die Bank erweckt jedoch im Verkaufsgespräch vielfach den Eindruck als ob.

## Kettenkreditverträge
Erfolgt mehrfach hintereinander eine Umschuldung, so spricht man auch von Kettenkreditverträgen. Hier kumulieren sich die genannten Effekte.
Errechnet man nun nachträglich einen effektiven Jahreszins über die gesamte Historie des Kredites so ergibt sich (insbesondere unter Einschluss des Effektes bei Aufstockung der RSV) ein effektiver Jahreszins, der erheblich über den jeweils angegebenen Effektivzinsen der Einzelkredite liegt.
In Einzelfällen kann hierbei die Grenze der Sittenwidrigkeit erreicht werden. Ist die Grenze der Sittenwidrigkeit überschritten, so ist nur noch der Netto-Kredit an die Bank zurückzuzahlen – abzüglich bereits gezahlter Raten.